# 楊政 (永樂進士)
楊政（1378年—？），字惟效，江西吉安府吉水縣同水鄉六十二都人，明朝政治人物。進士出身。

## 生平
江西鄉試一百五十五名。永樂十年（1412年）壬辰科會試八十六名，殿試登進士第二甲第十四名。

## 家族
曾祖楊季淑。祖父楊祖武。父亲楊子讓。